# Area naturale protetta di interesse locale Sterpaia
L'area naturale protetta di interesse locale Sterpaia è un'area naturale protetta della regione Toscana istituita nel 1998.
Occupa una superficie di 180 ha nella provincia di Livorno.